# El Tigre (Insel)
El Tigre (deutsch „der Tiger“) ist eine Vulkaninsel im Golf von Fonseca in Zentralamerika. Die Insel wurde 1992 durch eine Entscheidung des Internationalen Gerichtshofes Honduras zugesprochen. Administrativ gehört sie zur Gemeinde Amapala im Departamento Valle. Sie umfasst fünf der 13 Gemeindebezirke (aldeas) der Gemeinde, darunter auch den Gemeindehauptort Amapala, zu dem wiederum auch die kleine, nördlich vorgelagerte Nebeninsel Isla El Comandante gehört.

## Geographie
El Tigre liegt rund 10 km von der Pazifikküste von Honduras entfernt; die Nachbarinsel Zacate Grande ist nur ca. 1,5 km entfernt. Die nahezu runde Insel weist einen Durchmesser von knapp 6 km sowie eine Fläche von etwa 20 km² auf. Sie wird von einem konischen, derzeit inaktiven, basaltischen Schichtvulkan gebildet. Insgesamt hat die Insel 4274 Einwohner (Stand: 2013), die sich auf die folgenden fünf Ortschaften (spanisch Aldeas) verteilen:
| - Amapala (2090 Ew.) - Gualorita (285 Ew.) - Playa Grande (734 Ew.) - Playa Negra (675 Ew.) - San Pablo (490 Ew.) |

## Verkehr
Um den ehemals aktiven Vulkanberg mit einer Höhe von 783 Metern wurde eine Ringstraße angelegt, die mit dem Fährhafen im Ort Amapala verbunden ist. Die Autofähre verbindet die Insel mit dem rund 3,4 km entfernten Ort Coyolito auf der Isla Zacate Grande, von wo aus eine Straßenverbindung mit dem Festland von Honduras besteht.